# Lamin Island
Lamin Island är en ö i Gambia. Den ligger i kommunen Kanifing, i den västra delen av landet, 5 km sydväst om huvudstaden Banjul. Ön består av träskmark.